# Do społeczeństwa Wołyńskiego
Do społeczeństwa Wołyńskiego – odezwa Okręgowego Delegata Rządu RP na Wołyniu Kazimierza Banacha do ukraińskich i polskich mieszkańców Wołynia, datowana na 28 lipca 1943. Delegat wzywał w niej między innymi do organizowania polskiej samoobrony na Wołyniu.

## Do Ukraińców
Fragment odezwy do ukraińskich mieszkańców Wołynia: 

Pamiętajcie, że to co się obecnie dzieje na Wołyniu, obarcza cały naród ukraiński, że za to Wy i Wasze przyszłe pokolenia płacić będziecie straszliwy rachunek.

## Do Polaków
Fragmenty odezwy do Polaków: 

Pod każdym pozorem nie wolno współpracować z Niemcem. (...) Współdziałanie z bolszewikiem jest takim samym przestępstwem, jak i współdziałanie z Niemcem. (...) Polacy szanują niepodległościowe dążenia Ukraińców. Nie chcą i nie mają powodów tych dążeń tych atakować i osłabiać. Z uczciwymi organizacjami ukraińskimi jesteśmy gotowi zawsze nawiązać jak najbardziej ścisłą i braterską współpracę. (...) Występujemy przeciwko Ukraińcom tylko we własnej samoobronie, tylko wtedy, kiedy jesteśmy przez nich z ich własnej woli lub na skutek podszeptów wspólnych naszych wrogów atakowani.

## Literatura
- Władysław Filar: Wołyń 1939-1944, Toruń 2003.